# Arnold Bouka Moutou
Arnold Bouka Moutou (ur. 28 listopada 1988 w Reims) – kongijski piłkarz grający na pozycji lewego obrońcy.

## Kariera klubowa
Swoją karierę piłkarską Bouka Moutou rozpoczął w klubie RC Épernay. W 2006 roku zadebiutował w nim w czwartej lidze francuskiej. W 2007 roku przeszedł do Amiens SC. Przez dwa lata grał w rezerwach tego klubu. W 2009 roku został zawodnikiem AC Amiens i grał w nim przez rok. W sezonie 2010/2011 grał w Calais RUFC, a w sezonie 2011/2012 ponownie był zawodnikiem AC Amiens.
W 2012 roku Bouka Moutou przeszedł do drugoligowego Angers SCO. Swój debiut w nim zaliczył 24 lutego 2012 w zremisowanym 1:1 domowym meczu z SC Bastia. W sezonie 2014/2015 awansował z Angers do pierwszej ligi. W 2016 przeszedł do Dijon FCO. Po sezonie 2018/2019 odszedł z tego klubu.
| Sezon   | Klub         | Kraj    | Rozgrywki | Mecze | Gole |
| ------- | ------------ | ------- | --------- | ----- | ---- |
| 2006/07 | RC Épernay   | Francja | CFA       | 22    | 0    |
| 2007/08 | Amiens SC B  | Francja | CFA 2     | 20    | 1    |
| 2008/09 | Amiens SC B  | Francja | CFA 2     | ?     | ?    |
| 2009/10 | AC Amiens    | Francja | CFA 2     | 20    | 1    |
| 2010/11 | Calais RUFC  | Francja | CFA 2     | 28    | 0    |
| 2011/12 | AC Amiens    | Francja | CFA       | 14    | 0    |
| 2011/12 | Angers SCO   | Francja | Ligue 2   | 4     | 0    |
| 2012/13 | Angers SCO   | Francja | Ligue 2   | 7     | 0    |
| 2012/13 | Angers SCO B | Francja | CFA 2     | 18    | 0    |
| 2013/14 | Angers SCO   | Francja | Ligue 2   | 29    | 0    |
| 2014/15 | Angers SCO   | Francja | Ligue 2   | 30    | 0    |
| 2015/16 | Angers SCO   | Francja | Ligue 1   | 23    | 2    |
| 2015/16 | Angers SCO B | Francja | CFA 2     | 3     | 0    |
| 2016/17 | Dijon FCO    | Francja | Ligue 1   | 10    | 0    |
| 2017/18 | Dijon FCO    | Francja | Ligue 1   | 6     | 0    |
| 2018/19 | Dijon FCO    | Francja | Ligue 1   | 3     | 0    |

## Kariera reprezentacyjna
W reprezentacji Konga Bouka Moutou zadebiutował 20 lipca 2014 w wygranym 2:0 meczu kwalifikacji do Pucharu Narodów Afryki 2015 z Rwandą. W 2015 roku został powołany do kadry na Puchar Narodów Afryki 2015. Rozegrał na nim cztery mecze: z Gwineą Równikową (1:1), z Gabonem (1:0), Burkina Faso (2:1) i ćwierćfinał z Demokratyczną Republiką Konga (2:4).